# Adelino Sassi
Adelino Sassi (Caxias do Sul, 12 de outubro de ? — Caxias do Sul, 13 de agosto de 1948) foi um colonizador, latifundiário, comerciante, industrial e político brasileiro. Ativo também em Porto Alegre, deixou sua marca mais forte em sua cidade natal, onde ao lado de suas atividades empresariais desempenhou uma série de funções de destaque na sociedade civil, sendo lembrado como um patriota e um cidadão benemérito.

## Biografia
Era filho de Giuseppe Sassi, imigrante italiano. Lançou-se na indústria do vinho ainda no fim do século XIX, conseguindo rapidamente construir uma grande empresa e tornando-se um dos maiores empresários caxienses do setor nas primeiras décadas do século XX, além de abrir uma casa comercial de secos e molhados, fazendas, louças, ferragens, produtos coloniais e miudezas.
Sua liderança abriu-lhe o caminho para ocupar várias posições de relevo na comunidade. Integrou a Diretoria por vários anos e foi presidente (1912-1913) da Associação dos Comerciantes, entidade que reunia a elite do empresariado, exercia grande influência política e determinava os rumos da economia caxiense, considerado "um dos braços fortes da Associação" e tendo sua gestão elogiada pelos "relevantíssimos serviços prestados". Foi um dos idealizadores, o principal organizador e primeiro presidente (1927-1928) do Sindicato Viti-Vinícola do Rio Grande do Sul, cujo braço comercial, a Sociedade Vinícola Rio-Grandense, viria a ser o maior produtor e exportador de vinho do Brasil e desempenharia papel fundamental na modernização e profissionalização do setor, estimulando a introdução de novas castas viníferas, estabelecendo novos parâmetros técnicos e sanitários e reorganizando o sistema de comércio do produto.
Foi também membro do Diretório e presidente do Conselho Consultivo do Partido Republicano Rio-Grandense, dirigente do Centro Republicano e do Grêmio Republicano Liberal Guilherme Flores da Cunha, membro da Diretoria da Liga Pró-Pátria e Aliados e da Comissão de Propaganda do Préstito Italiano, conselheiro municipal e vice-presidente do Conselho, coronel da Guarda Nacional, membro da Comissão de Alistamento Militar, agente da companhia de seguros Aliança da Bahia, conselheiro do Clube Juvenil e membro da Diretoria da Festa da Uva de 1934 e de 1937.
Viajava com frequência à capital do estado, onde viveu por algum tempo, dedicando-se ao comércio de exportação e a sociedades com companhias de seguros e de navegação, e ali foi membro do Sub-Comitê Misto Rio-Grandense de Companhias de Seguros, e um dos fundadores da Sociedade Ervateira do Rio Grande. Além disso, teve terras na zona rural caxiense, e foi um dos sócios da Sociedade Territorial Sul Brasileira H. Hacker & Cia., que em parceria com outras empresas desenvolveu a colonização da região catarinense do Contestado, incluindo áreas em Bom Retiro, Leãozinho, Capinzal, Rio do Peixe, Uruguai, Campos Novos e Concórdia. Nesta mesma região foi proprietário da Fazenda Bom Retiro, que deu origem à cidade de Luzerna.
Sempre interessado pelos problemas da comunidade, foi ativo colaborador da Associação Damas de Caridade, fundadora do Hospital Pompeia, sendo um dos paraninfos de sua inauguração, um dos fundadores e dirigente do Centro Municipal da Legião Brasileira de Assistência, membro do Conselho Consultivo do Orfanato Santa Teresinha, um dos fundadores e presidente do Centro dos Amigos de Caxias e membro de várias comissões municipais para tratar de interesses caxienses, como a reurbanização da Praça Dante Alighieri, a instalação da nova sede dos Correios, a construção da Usina do Lajeado Grande e a construção do primeiro campo de aviação.
Adelino Sassi foi destacado em um grande álbum comemorativo dos 50 anos da imigração italiana no estado, publicado pelo Governo do Rio Grande do Sul em associação com o Consulado da Itália, onde foram-lhe dirigidos exaltados elogios pela sua dedicação ao trabalho e o seu caráter reto, chamado de "patriota autêntico", gozando em Caxias de "uma posição invejável", "buscando sempre ser útil à comunidade", personificando "o triunfo da vontade dirigida não apenas a fins utilitários, mas também aos mais nobres e altos da vida", e constituindo "uma família italiana modelar".
Seu desaparecimento em 13 de agosto de 1948 causou grande consternação, sendo muito louvado em obituários e em um poema do acadêmico Cyro de Lavra Pinto. A casa que ergueu na Praça Dante Alighieri, um representativo exemplo da arquitetura eclética, foi tombada pela Municipalidade, que atribuiu ainda seu nome a uma rua. Foi casado com Amabile, filha de Romano Lunardi, deixando descendência.